# آوو کیل
آوو کیل (استونیایی: Avo Keel؛ زادهٔ ۱ اکتبر ۱۹۶۲) بازیکن والیبال و بازیکن والیبال ساحلی اهل استونی بود. وی در بازی‌های المپیک تابستانی ۱۹۹۶ شرکت کرده‌است.